# Robert Fulton (Gouverneur)

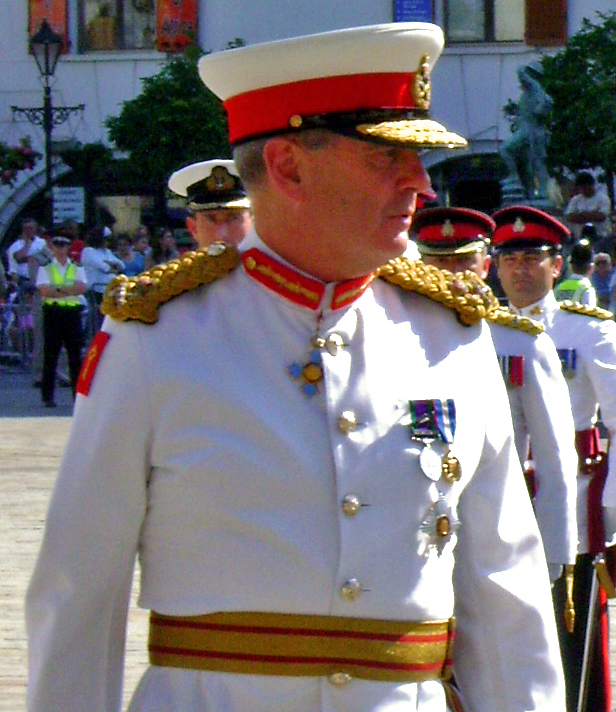
Robert Fulton, 2008

Sir Robert Henry Gervase Fulton KBE (* 21. Dezember 1948) war von 2006 bis 2009 Gouverneur Gibraltars. Zuvor war er Lieutenant-General der Royal Marines.
Robert Fulton wurde am Eton College ausgebildet und schloss ein Studium der Sozialwissenschaften an der University of East Anglia als Bachelor of Arts ab, bevor er 1972 im kommissarischen Rang eines Lieutenant den Royal Marines beitrat. 1979 wurde er zum Captain befördert. 1995 hatte er ein Kommando bei den Reaktionskräften der UNPROFOR inne, bevor diese durch die IFOR ersetzt wurde. Zwischen 1997 und 1998 kommandierte er drei unterschiedliche Brigaden. 1998 wurde er Oberkommandierender der Royal Marines. Ab 2001 tat er im britischen Verteidigungsministerium als Versorgungsmanager Dienst. Am 3. Juni 2003 wurde er zum Lieutenant-General befördert.
2005 wurde er als Knight Commander des Order of the British Empire geadelt. Seit 2015 amtiert er auch als King of Arms dieses Ordens.
Er ist seit 1975 verheiratet und hat zwei Söhne.